# Piotr Gołdyn
Piotr Gołdyn (ur. 1973 w Piotrkowie Kujawskim) – polski pedagog, historyk, teolog, regionalista, heraldyk, doktor habilitowany nauk społecznych.

## Życiorys
Studiował na Papieskim Wydziale Teologicznym w Warszawie. Doktoryzował się na Uniwersytecie Zielonogórskim. 
Pracował na stanowisku profesora uczelni w Zakładzie Nauk o Edukacji na Wydziale Pedagogiczno-Artystycznym w Kaliszu Uniwersytetu im. Adama Mickiewicza w Poznaniu, następnie  w Zakładzie Historii Edukacji Instytutu Pedagogiki na Wydziale Nauk Historycznych i Pedagogicznych Uniwersytetu Wrocławskiego. Profesor uczelni w Instytucie Interdyscyplinarnych Badań Historycznych Uniwersytetu Kaliskiego im. Prezydenta Stanisława Wojciechowskiego. Był dyrektorem Ośrodka Doskonalenia Nauczycieli w Koninie.
Jego zainteresowania naukowe to m.in. historia wychowania, historia działań profilaktycznych i resocjalizacyjnych wobec prostytutek, w tym okres dwudziestolecia międzywojennego, regionalizm wielkopolski i heraldyka. Jest autorem ok. 200 artykułów naukowych i popularnonaukowych.
Jest członkiem zarządu Kaliskiego Towarzystwa Przyjaciół Nauk oraz członkiem Towarzystwa Historii Edukacji.  
Redaktor naczelny czasopisma „Polonia Maior Orientalis”. W 2024 został członkiem I zespołu nauk społecznych w Polskiej Komisji Akredytacyjnej.
W 2017 został laureatem nagrody honorowej „Świadek Historii” przyznanej przez Instytut Pamięci Narodowej. 
Od roku 2010 jest członkiem Komisji Heraldycznej przy Ministerstwie Spraw Wewnętrznych i Administracji. Wskazany został przez Komisję Wspólną Rządu i Samorządu Terytorialnego z rekomendacji Związku Miast Polskich. Jako członek Komisji Heraldycznej opiniujący wzory symboli samorządowych w ramach ustawowej procedury organu opiniodawczo-doradczego Ministra SWiA, para się jednocześnie prywatną praktyką projektowania herbów samorządowych. Zaprojektował między innymi:
- herb gminy Grzegorzew[10]
- herb gminy Wilczyn[11]
- herb gminy Rzgów[12]
- herb gminy Władysławów[13][14]
- herb gminy Radziejowice[15]
- herb gminy Suwałki[16]
- herb gminy Osiek Mały (opracowanie graficzne ks. dr Paweł Dudziński)[17]
- herb miasta Kalisza[18]

Zajmuje się także heraldyką kościelną. Wraz z ks. dr. Pawłem Dudzińskim zaprojektował herb diecezji kaliskiej.

## Wybrane publikacje
- Działalność Polskiego Komitetu Walki z Handlem Kobietami i Dziećmi w Grudziądzu (1930-1939), Grudziądz, 2005,
- Jewish Associations for Protection of Woman in Poland in Years 1918-1939, Warszawa, 2006,
- Spojrzenie na prostytucję w Polsce w perspektywie ostatnich siedemdziesięciu lat, Kielce, 2009,
- Dzieje Sompolna. Tom I. Wiek XX, Sompolno, 2011[3],
- Pogarda dla zawodu, litość dla człowieka. Społeczno-edukacyjne formy działalności wobec kobiet zagrożonych prostytucją w Polsce (1918-1939), Kalisz, 2013,
- Sławomir Czerwiński (1885-1931). Minister oświaty, przyjaciel Kalisza, Kalisz, 2013[4],
- Obrazki z dziejów oświaty w Wielkopolsce Wschodniej, Kalisz, 2014[20],
- Działalność Państwowego Instytutu Robót Ręcznych w Warszawie w świetle protokołów rad pedagogicznych, Kraków, 2016[21],
- Przyczynek do dziejów spółdzielczości w Myszkowie w okresie II Rzeczypospolitej, Myszków, 2016,
- Sztandary „Solidarności” myszkowskich zakładów przemysłowych i ich symbolika, Myszków, 2017,
- Źródła do dziejów szkolnictwa w Polsce w XX wieku. Sprawozdania szkolne, protokoły rad pedagogicznych, kroniki szkolne, Poznań, 2019.